# Sheraye Esfandyari
Sheraye Esfandyari, egentligen Shaghayegh Esfandyari Massoudi, född 23 januari 1981, är en iransk-svensk skådespelare.
Esfandyari är född i Iran men kom till Sverige tillsammans med sina föräldrar när hon var tre år. Vid fyra års ålder började hon dansa balett och gick med i barnteatern Vår teater när hon var sju. Efter musikgymnasium flyttade hon till Kalifornien i USA och började ägna sig åt teater. I Santa Monica satte hon upp en pjäs om kvinnors situation i Afghanistan. Efter återkomsten till Sverige började hon som regiassistent på Elverket i Stockholm. 2005 medverkade hon i Dramatens uppsättning Sultanens hemlighet. På Stockholms stadsteater har hon medverkat i pjäsen Hjälten på den gröna ön.
Esfandyari har medverkat i TV-serierna Leende guldbruna ögon och Kungamordet. Inför höstterminen 2008 sökte hon till Scenskolan i Göteborg.
Esfandyari sysslar också med musik. I april 2007 släpptes hennes debutsingel Lalalaley på skivbolaget Mondo Nuevo Records.

## Filmografi
- 2007 – Leende guldbruna ögon (TV-serie)
- 2008 – Kungamordet (TV-serie)

## Teater

### Roller (ej komplett)
| År   | Roll            | Produktion                                   | Regi           | Teater   |
| ---- | --------------- | -------------------------------------------- | -------------- | -------- |
| 2005 | Kvinnorna       | Sultanens hemlighet Tawfiq al-Hakim          | Eva Bergman    | Dramaten |
| 2010 | Johnna Monevata | En familj - August: Osage County Tracy Letts | Stefan Larsson | Dramaten |